# Aleksandar Popović (Orientalist)
Aleksandar Popović (serb. Александар Поповић; geb. 1931 in Belgrad; gest. 2014 in Paris), in französischer Schreibung Alexandre Popovic, war ein serbischer Politologe, Historiker und Orientalist mit französischem Pass. Er gilt als einer der prominentesten serbischen Orientalisten.
Sein Diplom in arabe littéral erwarb er am INALCO (1957). Nachdem er sich zunächst für die Geschichte der mittelalterlichen muslimischen Welt interessiert hatte, wandte er sich der modernen und zeitgenössischen Geschichte der Muslime auf dem Balkan zu. Er war Directeur de recherche am Centre national de la recherche scientifique (CNRS; deutsch Nationales Zentrum für wissenschaftliche Forschung) in Paris. Er war ein ausländisches Mitglied der Serbischen Akademie der Wissenschaften und Künste. 1993 wurde er zum ordentlichen Mitglied der Academia Europaea gewählt.
Sein Spezialgebiet waren der Islam auf dem Balkan und die mystischen Orden des Islam. Zusammen mit Gilles Veinstein gab er das Buch Les Voies d'Allah. Les ordres mystiques dans la monde musulman des origines à aujourd'hui über die Sufiorden in der muslimischen Welt von den Anfängen bis heute heraus. Er starb nach langer Krankheit in Paris.

## Publikationen (Auswahl)
- Alexandre Popović: L'Islam balkanique: les musulmans du sudest europeen dans la période postottomane. (Osteuropa-Institut an der Freien Universität Berlin. Balkanologische Veröffentlichungen, Bd. 11.) xii, 492 pp. Berlin: In Kommission bei Otto Harrassowitz, Wiesbaden, 1986.
- Le „radicalisme islamique“ en Yougoslavie, in: Radicalismes Islamiques, Bd. 2, Paris 1986
- Les ordres mystiques dans l'Islam : cheminements et situation actuelle / A. Popovic. – Paris : Éd. de l'École des Hautes Études en Sciences Sociales, 1986
- Les Turcs de Bulgarie (1878–1985), in: Cahiers du monde russe et soviétique, 27, 1986
- Islamische Bewegungen in Jugoslawien, S. 273 ff., in: Andreas Kappeler/Gerhard Simon/Georg Brunner: Die Muslime in der Sowjetunion und in Jugoslawien. Identität. Politik. Widerstand. Köln 1989
- Bektachiyya : Études sur l'ordre mystique des Bektachis et les groupes relevant de Hadji Bektach / Alexandre Popovic. – Istanbul : Éditions Isis, 1995
- Alexandre Popovic & Gilles Veinstein (Hrsg.): Les Voies d'Allah. Les ordres mystiques dans la monde musulman des origines à aujourd'hui. Paris: Fayard, 1996. ISBN 9782213594491
  - darin die Beiträge: Les Balkans post-ottomans und La Rifâ'iyya
- Alexandre Popovic: "La Qâdiriyya / Kadiriyye dans les Balkans. Une vue d'ensemble" in Th. Zarcone, E. Işın u. A. Buehler (eds.): "The Qâdiriyya Order", Special Issue of the Journal of the History of Sufism (2000) 167–212
- Alexandre Popovic, Trans. Léon King: The Revolt of African Slaves in Iraq, in the 3rd/9th Century. Markus Wiener Publishers, Princeton 1999, ISBN 1-55876-162-4 (google.com).
- Muslim intellectuals in Bosnia-Herzegovina in the twentieth century: continuities and changes (S. 211 ff.)